# طاقة الاستعداد

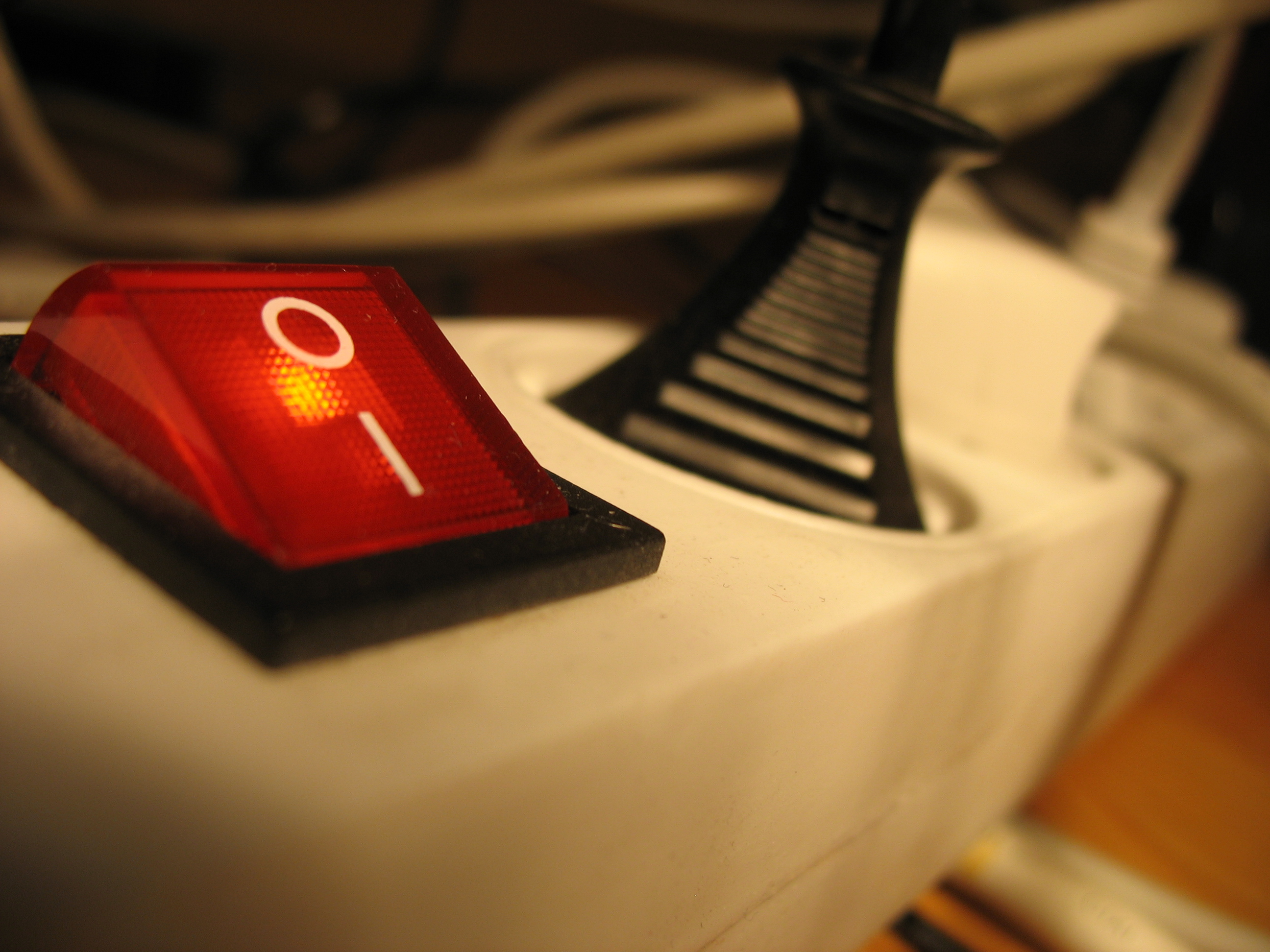

طاقة الاستعداد (بالإنجليزية: standby power)‏ وتسمى طاقة الماصة أو الحمل الكهربائي الخفي أو الكهرباء المتسربة (رغم أن مصطلحي الكهرباء المتسربة والحمل الكهربائي الخفي لهما معنى تقنياً محدداً ويستخدم هنا لغرض آخر) وتشير طاقة الاستعداد إلى الطاقة الكهربائية المستهلكة من الأجهزة الكهربائية والإلكترونية عندما تكون مطفأة (ولكنها مصممة لتسحب القليل من الطاقة) أو عندما تكون في وضع الاستعداد.
بعض هذه الأجهزة يقدم للمستخدم ميزة التحكم عن بعد أو فيه خصيصة الساعة الرقمية، في حين تستهلك أجهزة أخرى الطاقة دون تقديم ميزات للمستخدم مثل محولات الطاقة التي تستعمل للأجهزة الإلكترونية المفصولة، ويسمى هذا الأخير أحياناً الطاقة بلا حمل no-load power.
ولم تكن طاقة الاستعداد تدخل في اهتمام المستهلكين أو الحكومات أو المصنعين في السابق ولكن منذ العقد الأول من القرن الحادي والعشرين نمى الوعي بهذه القضية عند الجميع؛ وحتى منتصف العقد الأول من القرن الحادي والعشرين كانت الأجهزة تستهلك عدة واط وأحياناً عشرات الواط لكل جهاز، وتصل إلى 10% من استهلاك الطاقة الكهربائية المنزلية بالمتوسط، ومنذ عام 2010 ظهرت قوانين ناظمة في معظم الدول المتقدمة تحدد استهلاك طاقة الاستعداد بواط واحد لكل جهاز يباع في السوق، وسيتم الالتزام بنصف واط لكل جهاز بدءاً من عام 2013.